# موريس جونز
موريس جونز (بالإنجليزية: Morris Jones)‏ (30 نوفمبر 1919 بليفربول في المملكة المتحدة - 1 يناير 1993 بليفربول في المملكة المتحدة) هو لاعب كرة قدم بريطاني (وحمل سابقاً جنسية المملكة المتحدة لبريطانيا العظمى وأيرلندا) في مركز الهجوم. لعب مع بورت فايل وسويندون تاون وكريستال بالاس ونادي واتفورد.